# Gran Premio de Cataluña de Motociclismo de 2008
El Gran Premio de Cataluña de Motociclismo de 2008 fue la séptima prueba del Campeonato del Mundo de Motociclismo de 2008. Tuvo lugar en el fin de semana del 6 al 8 de junio de 2008 en el Circuito de Barcelona-Cataluña, situado en Montmeló, España. La carrera de MotoGP fue ganada por Dani Pedrosa, seguido de Valentino Rossi y Casey Stoner. Marco Simoncelli ganó la prueba de 250cc, por delante de Álvaro Bautista y Héctor Barberá. La carrera de 125cc fue ganada por Mike Di Meglio, Pol Espargaró fue segundo y Gábor Talmácsi tercero.

## Resultados MotoGP
| Pos.            | N.º | Piloto           | Constructor | Vueltas | Tiempo/Retirado | Parrilla | Puntos |
| --------------- | --- | ---------------- | ----------- | ------- | --------------- | -------- | ------ |
| 1               | 2   | Dani Pedrosa     | Honda       | 25      | 43:02.175       | 2        | 25     |
| 2               | 46  | Valentino Rossi  | Yamaha      | 25      | +2.806          | 9        | 20     |
| 3               | 1   | Casey Stoner     | Ducati      | 25      | +3.343          | 1        | 16     |
| 4               | 4   | Andrea Dovizioso | Honda       | 25      | +10.893         | 7        | 13     |
| 5               | 5   | Colin Edwards    | Yamaha      | 25      | +16.426         | 5        | 11     |
| 6               | 52  | James Toseland   | Yamaha      | 25      | +21.482         | 6        | 10     |
| 7               | 7   | Chris Vermeulen  | Suzuki      | 25      | +21.548         | 8        | 9      |
| 8               | 69  | Nicky Hayden     | Honda       | 25      | +22.280         | 3        | 8      |
| 9               | 56  | Shinya Nakano    | Honda       | 25      | +22.375         | 11       | 7      |
| 10              | 21  | John Hopkins     | Kawasaki    | 25      | +46.835         | 14       | 6      |
| 11              | 33  | Marco Melandri   | Ducati      | 25      | +57.991         | 16       | 5      |
| 12              | 13  | Anthony West     | Kawasaki    | 25      | +59.168         | 17       | 4      |
| 13              | 50  | Sylvain Guintoli | Ducati      | 25      | +1:00.779       | 15       | 3      |
| Ret             | 14  | Randy de Puniet  | Honda       | 11      | Caída           | 11       |        |
| Ret             | 15  | Alex de Angelis  | Honda       | 10      | Caída           | 10       |        |
| Ret             | 65  | Loris Capirossi  | Suzuki      | 10      | Caída           | 12       |        |
| DSQ             | 24  | Toni Elías       | Ducati      | 8       | Black flag      | 13       |        |
| WD              | 48  | Jorge Lorenzo    | Yamaha      |         | Withdrew        |          |        |
| Reporte Oficial |     |                  |             |         |                 |          |        |

## Resultados 250cc
| Pos.            | N.º | Piloto              | Constructor | Vueltas | Tiempo/Retirado | Parrilla | Puntos |
| --------------- | --- | ------------------- | ----------- | ------- | --------------- | -------- | ------ |
| 1               | 58  | Marco Simoncelli    | Gilera      | 23      | 41:01.859       | 4        | 25     |
| 2               | 19  | Álvaro Bautista     | Aprilia     | 23      | +0.039          | 1        | 20     |
| 3               | 21  | Héctor Barberá      | Aprilia     | 23      | +11.291         | 3        | 16     |
| 4               | 6   | Alex Debón          | Aprilia     | 23      | +21.373         | 2        | 13     |
| 5               | 12  | Thomas Lüthi        | Aprilia     | 23      | +26.621         | 12       | 11     |
| 6               | 75  | Mattia Pasini       | Aprilia     | 23      | +26.720         | 5        | 10     |
| 7               | 4   | Hiroshi Aoyama      | KTM         | 23      | +35.818         | 8        | 9      |
| 8               | 55  | Héctor Faubel       | Aprilia     | 23      | +36.321         | 6        | 8      |
| 9               | 60  | Julián Simón        | KTM         | 23      | +36.964         | 10       | 7      |
| 10              | 52  | Lukáš Pešek         | Aprilia     | 23      | +41.237         | 16       | 6      |
| 11              | 14  | Ratthapark Wilairot | Honda       | 23      | +52.391         | 14       | 5      |
| 12              | 72  | Yuki Takahashi      | Honda       | 23      | +56.656         | 7        | 4      |
| 13              | 25  | Alex Baldolini      | Aprilia     | 23      | +59.282         | 19       | 3      |
| 14              | 54  | Manuel Poggiali     | Gilera      | 23      | +1:02.503       | 17       | 2      |
| 15              | 32  | Fabrizio Lai        | Gilera      | 23      | +1:02.656       | 18       | 1      |
| 16              | 50  | Eugene Laverty      | Aprilia     | 23      | +1:07.418       | 20       |        |
| 17              | 7   | Russell Gómez       | Aprilia     | 22      | +1 vuelta       | 21       |        |
| 18              | 45  | Doni Tata Pradita   | Yamaha      | 22      | +1 vuelta       | 24       |        |
| Ret             | 36  | Mika Kallio         | KTM         | 19      | Retirado        | 9        |        |
| Ret             | 10  | Imre Tóth           | Aprilia     | 9       | Retirado        | 22       |        |
| Ret             | 17  | Karel Abraham       | Aprilia     | 7       | Caída           | 15       |        |
| Ret             | 41  | Aleix Espargaró     | Aprilia     | 2       | Retirado        | 13       |        |
| Ret             | 92  | Daniel Arcas        | Honda       | 2       | Caída           | 23       |        |
| Ret             | 15  | Roberto Locatelli   | Gilera      | 0       | Caída           | 11       |        |
| Reporte oficial |     |                     |             |         |                 |          |        |

## Resultados 125cc
| Pos.            | N.º | Piloto              | Constructor | Vueltas | Tiempo/Retirado | Parrilla | Puntos |
| --------------- | --- | ------------------- | ----------- | ------- | --------------- | -------- | ------ |
| 1               | 63  | Mike Di Meglio      | Derbi       | 22      | 41:08.708       | 2        | 25     |
| 2               | 44  | Pol Espargaró       | Derbi       | 22      | +0.268          | 1        | 20     |
| 3               | 1   | Gábor Talmácsi      | Aprilia     | 22      | +0.338          | 7        | 16     |
| 4               | 17  | Stefan Bradl        | Aprilia     | 22      | +8.765          | 13       | 13     |
| 5               | 24  | Simone Corsi        | Aprilia     | 22      | +10.141         | 5        | 11     |
| 6               | 45  | Scott Redding       | Aprilia     | 22      | +11.178         | 4        | 10     |
| 7               | 51  | Stevie Bonsey       | Aprilia     | 22      | +13.671         | 16       | 9      |
| 8               | 11  | Sandro Cortese      | Aprilia     | 22      | +13.755         | 11       | 8      |
| 9               | 33  | Sergio Gadea        | Aprilia     | 22      | +15.541         | 6        | 7      |
| 10              | 93  | Marc Márquez        | KTM         | 22      | +18.962         | 14       | 6      |
| 11              | 99  | Danny Webb          | Aprilia     | 22      | +22.653         | 21       | 5      |
| 12              | 77  | Dominique Aegerter  | Derbi       | 22      | +24.928         | 17       | 4      |
| 13              | 71  | Tomoyoshi Koyama    | KTM         | 22      | +25.013         | 22       | 3      |
| 14              | 38  | Bradley Smith       | Aprilia     | 22      | +25.059         | 8        | 2      |
| 15              | 34  | Randy Krummenacher  | KTM         | 22      | +25.188         | 18       | 1      |
| 16              | 7   | Efrén Vázquez       | Aprilia     | 22      | +25.352         | 15       |        |
| 17              | 60  | Michael Ranseder    | Aprilia     | 22      | +25.541         | 27       |        |
| 18              | 27  | Stefano Bianco      | Aprilia     | 22      | +31.365         | 26       |        |
| 19              | 30  | Pere Tutusaus       | Aprilia     | 22      | +42.899         | 28       |        |
| 20              | 16  | Jules Cluzel        | Loncin      | 22      | +43.469         | 29       |        |
| 21              | 56  | Hugo van den Berg   | Aprilia     | 22      | +56.930         | 31       |        |
| 22              | 73  | Takaaki Nakagami    | Aprilia     | 22      | +1:01.318       | 19       |        |
| 23              | 19  | Roberto Lacalendola | Aprilia     | 22      | +1:02.867       | 34       |        |
| 24              | 95  | Robert Mureșan      | Aprilia     | 22      | +1:17.370       | 32       |        |
| 25              | 69  | Louis Rossi         | Honda       | 22      | +1:18.790       | 35       |        |
| 26              | 75  | Ricard Cardús       | Derbi       | 22      | +1:27.350       | 33       |        |
| 27              | 78  | Daniel Sáez         | Aprilia     | 22      | +1:28.736       | 37       |        |
| Ret             | 14  | Axel Pons           | Aprilia     | 21      | Caída           | 30       |        |
| Ret             | 18  | Nicolás Terol       | Aprilia     | 20      | Caída           | 3        |        |
| Ret             | 35  | Raffaele De Rosa    | KTM         | 20      | Retirado        | 12       |        |
| Ret             | 6   | Joan Olivé          | Derbi       | 19      | Caída           | 10       |        |
| Ret             | 29  | Andrea Iannone      | Aprilia     | 17      | Caída           | 9        |        |
| Ret             | 21  | Robin Lässer        | Aprilia     | 17      | Caída           | 25       |        |
| Ret             | 8   | Lorenzo Zanetti     | KTM         | 14      | Retirado        | 24       |        |
| Ret             | 5   | Alexis Masbou       | Loncin      | 13      | Caída           | 23       |        |
| Ret             | 31  | Jordi Dalmau        | Honda       | 11      | Caída           | 36       |        |
| Ret             | 76  | Iván Maestro        | Aprilia     | 10      | Caída           | 38       |        |
| Ret             | 22  | Pablo Nieto         | KTM         | 1       | Retirado        | 20       |        |
| DNS             | 12  | Esteve Rabat        | KTM         |         | No participó    |          |        |
| Reporte Oficial |     |                     |             |         |                 |          |        |